# زایتانگ
زایتانگ (به لاتین: Zitong County) یک شهرستان در جمهوری خلق چین است که در میانیانگ واقع شده‌است.